# Șamalia, Cantemir
Șamalia este un sat din raionul Cantemir, Republica Moldova.

## Demografie

### Structura etnică
Structura etnică a localității conform recensământului populației din 2004:
| Grup etnic                                               | Populație | % Procentaj  |
| -------------------------------------------------------- | --------- | ------------ |
| Băștinași declarați Moldoveni Băștinași declarați Români | 1055 1    | 98,41% 0,09% |
| Ucraineni                                                | 6         | 0,56%        |
| Găgăuzi                                                  | 5         | 0,47%        |
| Bulgari                                                  | 4         | 0,37%        |
| Ruși                                                     | 1         | 0,09%        |
| Total                                                    | 1072      |              |

## Administrație și politică
Componența Consiliului local Șamalia (9 consilieri), ales la 5 noiembrie 2023, este următoarea:
|  | Partid                                            | Consilieri | Componență | Componență | Componență | Componență | Componență | Componență | Componență |
|  | ------------------------------------------------- | ---------- | ---------- | ---------- | ---------- | ---------- | ---------- | ---------- | ---------- |
|  | Partidul Acțiune și Solidaritate                  | 7          |            |            |            |            |            |            |            |
|  | Alianța Liberalilor și Democraților pentru Europa | 2          |            |            |            |            |            |            |            |